# バイトアドレス
バイトアドレス（バイトアドレッシング、Byte addressing）は、ワードと呼ばれる比較的大きい単位ではなく、データの個々のバイトへのアクセスをサポートするハードウェアアーキテクチャを表している。
デジタル記憶装置の基本的な単位はビットと呼ばれる。大部分のコンピュータ・アーキテクチャでは、8つのビットをまとめてバイトを作る。バイトアドレス指定が可能なメモリは、データバスとアドレスバスの幅に関わらず、一度に8ビットのアクセスを行うことが出来ることを表している。
多くの通常のアーキテクチャでは、一度に8ビット以上のデータを扱うことが出来る。Intel 386SXプロセッサは、16ビットバスで転送を行うため、16ビット(2バイト)のデータを扱うことが出来る。しかし、メモリ上のデータは様々な長さがある。64ビットアーキテクチャマシンは1バイトの大きさのデータを、64ビットデータバスを使ってアクセスする必要がある。8ビットの部分にアクセス可能なメモリは、バイトアドレス可能メモリ(Byte-Addressable Memory)と呼ばれる。